# Nachrichtenstelle für den Orient
Il Nachrichtenstelle für den Orient (Ufficio Informazioni per l'Oriente) era l'organizzazione di intelligence creata dalla Germania all'inizio della prima guerra mondiale con lo scopo di promuovere e sostenere azioni sovversive e nazionaliste sia nel Raj britannico, sia in Persia ed in Egitto, all'epoca stati formalmente indipendenti ma sottoposti all'influenza britannica.

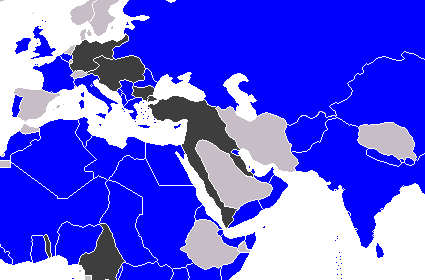
colore azzurro: Intesa e Alleati, Colore Nero: Imperi Centrali, Colore grigio: Stati Neutrali

Dipendente dal Ministero degli Esteri (Auswartiges Amt), il Nachrichtenstelle für den Orient era guidato dal barone e archeologo Max von Oppenheim, che durante la guerra fu in stretto contatto col deposto Chedivè egiziano Abbas Hilmi II, con organizzazioni rivoluzionarie indiane, fra cui il Comitato di Berlino (Comitato per l'Indipendenza Indiana o anche Das Indische Unabhängigkeitskomitee), il Jugantar, ed il Partito Ghadar, ed anche con importanti esponenti musulmani socialisti fra cui Maulavi Barkatullah.

## Organizzazione e compiti
il Nachrichtenstelle für den Orient aveva come compito principale la propaganda.
La propaganda era diretta tra i musulmani della Russia, le colonie francesi e l'impero britannico a favore dello sforzo bellico tedesco. Questo compito fu suddivisa in quattro aree seguenti: a) Propaganda sui fronti; b) Propaganda tra i musulmani catturati prigionieri; c) Propaganda nelle colonie dell'Intesa; d) Propaganda nei paesi alleati e l'Impero tedesco;